# Scott Hunter
(en) Statistiques sur pro-football-reference
James Scott Hunter (né le 19 novembre 1947) est un joueur américain de football américain évoluant au poste de quarterback pour les Packers de Green Bay, les Bills de Buffalo, les Falcons d'Atlanta et les Lions de Détroit entre 1971 et 1979.